# Adam Massinger
Adam Massinger, född 6 september 1888 i Mannheim, död 21 oktober 1914 i Ieper, Belgien, var en tysk astronom.
Minor Planet Center listar honom som upptäckare av 7 asteroider mellan 1912 och 1914.
Han har fått asteroiden 760 Massinga uppkallad efter sig.

## Asteroid upptäckt av Adam Massinger
| 727 Nipponia   | 11 februari 1912 |
| 731 Sorga      | 15 april 1912    |
| 732 Tjilaki    | 15 april 1912    |
| 770 Bali       | 31 oktober 1913  |
| 772 Tanete     | 19 december 1913 |
| 776 Berbericia | 24 januari 1914  |
| 785 Zwetana    | 30 mars 1914     |